# 몬테프레다네
몬테프레다네(이탈리아어: Montefredane)는 이탈리아 캄파니아주 아벨리노도의 코무네다.